# Băicoi
Băicoi é uma cidade da Romênia com 20.234 habitantes, localizada no judeţ (distrito) de Prahova.